# Gree Electric
Gree Electric Appliances Inc. of Zhuhai eller Gree er en kinesisk producent af elektriske apparater med hovedkvarter i Zhuhai, Guangdong. Det er verdens største producent af airconditionanlæg til beboelse. De tilbyder to typer aircondition en til husstande og en til erhverv. De producerer også ventilatorer, vanddispensere, varmere, riskogere, luftrensere, elkedler, ovne, osv. De har to joint-ventures med Daikin, Zhuhai Gree Daikin Device Co., Ltd. og Zhuhai Gree Daikin Precision Mold Co., Ltd.
Gree blev etableret i 1989 under navnet Zhuhai City Haili Cooling Engineering Company Limited. I 1994 blev virksomheden restruktureret og fik navnet Gree Electric Appliances Inc. of Zhuhai.